# Kavuba (periodiskt vattendrag)
Kavuba är ett periodiskt vattendrag i Burundi.   Det ligger i provinsen Bururi, i den centrala delen av landet, 80 kilometer sydost om huvudstaden Bujumbura.
I omgivningarna runt Kavuba växer huvudsakligen savannskog. Runt Kavuba är det ganska tätbefolkat, med 124 invånare per kvadratkilometer.